# マトラグ

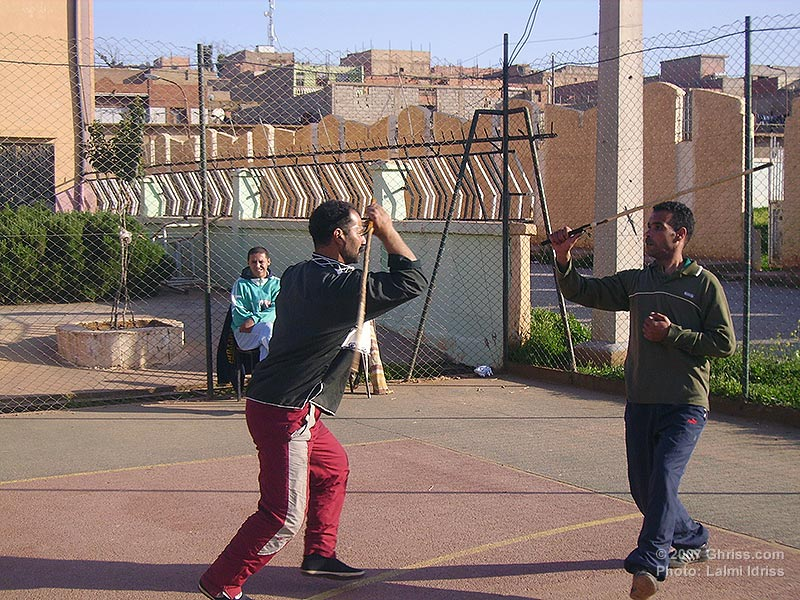
マトラグ

マトラグ（フランス語　matrag、アラビア語で「棒」の意)とは北アフリカで行われる武術で、アルジェリアを起源とする。アルジェリアでもっとも多く行われ、娯楽として行われている。
試合者は互いに一対一で向き合い、長い棒で打ち合う。相手の裏を掻く事を重視しており、相手の裏を掻いて攻撃するとポイントが得られる。
稽古には専門の長い棒を用い、試合はポイント制で行われる。特にルールはないが、技術が身についていれば怪我をする事はほとんどないという。試合での優劣を決めるのはスポーツマンシップある戦いを行う技術である。